# 앨리스의 가시
《앨리스의 가시》(일본어: アリスの棘 アリスのとげ[*])는 2014년 4월 11일부터 6월 13일까지 TBS 계열의 금요드라마 시간대(매주 금요일 20:00 ~ 22:54 〈JST〉)에서 방송된 일본의 텔레비전 드라마이다. 주연은 우에노 쥬리.

## 개요
캐치프레이즈는, 〈복수와 연애에 있어서는, 여자는 남자보다도 야만적이다.〉.

## 캐스트

### 대학 부속 병원

#### 소화기외과
미즈노 아스미 - 우에노 쥬리
소화기외과 신인 의사.
반다이 슈이치 - 이와키 코이치
교수. 유마의 아버지.
치하라 준이치 - 타나카 나오키
준교수.
다테 리사 - 후지와라 노리카 (특별 출연)
강사.
오카무라 케이고 - 이마이 타카후미

타니 히로유키 - 시로이시 토모야

야부키 토오루 - 우에노하라 마사요시

타카기 테츠야 - 료타로

히루코 마사토 - 무사카 나오마사
간호사장.
호시노 미우 - 쿠리야마 치아키
간호사.
엔도 유카 - 후지이 타케미

히구치 안나 - 후쿠요시 마리나

아다치 사야카 - 요코치 나오코

아라타 사나에 - 하무라 준코

#### 그 외 병원 관계자
반다이 유마 - 나카무라 아오이
소아과의 연수의로, 반다이 교수의 아들.
니시카도 유스케 - 오다기리 죠
마이아사 신문 의료부 기자.
오사나이 타카오 - 마시마 히데카즈
아스미의 친아버지. 전 소아과 교수.
미즈노 후비토 - 나카무라 바이쟈쿠
타카오의 친구로, 아스미의 양아버지.
아리마 츠요시 - 쿠니무라 준
이식외과 교수.
히나타 마코토 - 오미 토시노리
고문 변호사.
타자키 아야메 - 키리시마 레이카
테즈카 제약 MR(의약 정보 담당자).
미네기시 켄타 - 타케바 류세이
유마의 담당 환자.
니시카도 유이 - 이하라 료카
유스케의 여동생.

## 스태프
- 시리즈 감수 - 니시다 마사후미
- 각본 - 타카하시 마키, 이케다 나츠코
- 음악 - 요코야마 마사루
- 연출 - 츠카하라 아유코, 와타세 아키히코, 히라노 슌이치
- 주제가 - 타카하시 유 〈태양과 꽃〉 (워너 뮤직 재팬)
- 사운드 디자인 - 이시이 카즈유키
- 스턴트 - 다이도지 토시노리
- 특수 조형 - 마츠이 유이치
- 프로듀스 - 타카하시 마사나오, 타카나리 마호코
- 제작 저작 - TBS

## 방송 일자
| 각 화                                                       | 방송일          | 부제                                                                     | 각본          | 연출            | 시청률 |
| ----------------------------------------------------------- | --------------- | ------------------------------------------------------------------------ | ------------- | --------------- | ------ |
| 제1화                                                       | 2014년 4월 11일 | 금단의 의료 서스펜스! 아버지를 죽인 의사는 누구!? 장렬한 복수가 시작된다 | 타카하시 마키 | 츠카하라 아유코 | 14.2%  |
| 제2화                                                       | 4월 18일        | 야심가에게 슬픔의 보복                                                   | 이케다 나츠코 | 츠카하라 아유코 | 11.9%  |
| 제3화                                                       | 4월 25일        | 복수 붕괴 배신과 금단의 덫                                               | 타카하시 마키 | 와타세 아키히코 | 11.9%  |
| 제4화                                                       | 5월 2일         | 복수 완결 금단의 신약 실험                                               | 이케다 나츠코 | 츠카하라 아유코 | 11.3%  |
| 제5화                                                       | 5월 9일         | 들춰지는 아버지의 죽음의 전부                                            | 이케다 나츠코 | 히라노 슌이치   | 9.5%   |
| 제6화                                                       | 5월 16일        | 냉혹 비정 아버지를 죽인, 철의 여자                                       | 이케다 나츠코 | 와타세 아키히코 | 9.0%   |
| 제7화                                                       | 5월 23일        | 되살아나는 여자! 복수에는 복수를                                         | 이케다 나츠코 | 츠카하라 아유코 | 11.5%  |
| 제8화                                                       | 5월 30일        | 복수의 여자 다시… 광기의 수술 계획 시동                                  | 이케다 나츠코 | 히라노 슌이치   | 9.4%   |
| 제9화                                                       | 6월 6일         | 최종 결전 굴욕·배신·역전! 그리고 희망의 내일                             | 이케다 나츠코 | 와타세 아키히코 | 9.5%   |
| 최종화                                                      | 6월 13일        | 진실의 잔혹한 가시 - 각각의 빛                                           | 이케다 나츠코 | 츠카하라 아유코 | 12.0%  |
| 평균 시청률 11.1% (시청률은 칸토 지구·비디오 리서치사 조사) |                 |                                                                          |               |                 |        |

- 첫회는 15분 확대 (22:00 ~ 23:09).